# Sao biến quang Cepheid

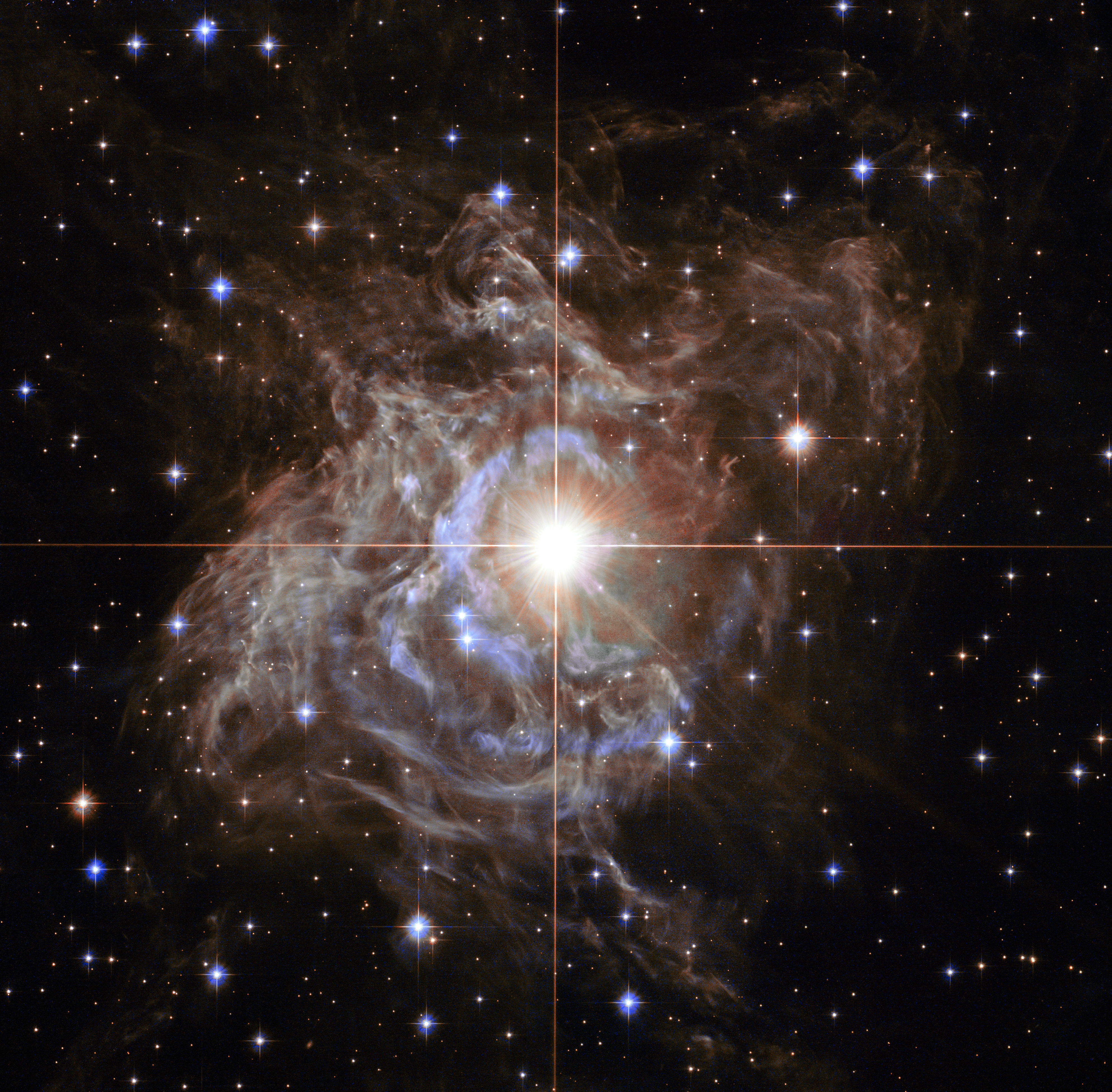
RS Puppis, một trong những sao biến quang Cepheid sáng nhất trong Ngân Hà. (Ảnh chụp bởi Kính viễn vọng không gian Hubble).

Một sao biến quang Cepheid là một loại sao có sự phát xạ xung quay, đa dạng trong cả kích thước và nhiệt độ, và tạo ra sự thay đổi trong độ sáng với một chu kỳ và cường độ ổn định đã được xác định rõ ràng.
Một mối quan hệ trực tiếp mạnh mẽ giữa độ sáng của một sao biến quang Cepheid và chu kỳ phát xung đã giúp các Cepheid trở thành chỉ dấu vũ trụ quan trọng cho việc đo lường các khoảng cách thiên hà và liên thiên hà.
Tên gọi Cepheid bắt nguồn từ Delta Cephei trong chòm sao Tiên Vương.